# Tsampa
La tsampa (in lingua tibetana རྩམ་པ།) è un alimento tipico del Tibet e del Ladakh, nell'Himalaya indiano occidentale.

## Descrizione
È una specie di dado, un ammasso di farina di orzo al quale si aggiunge burro di yak.
Pertanto la tsampa, più che un piatto, è un ingrediente: difatti i tibetani usano dire «bere tè misto a burro e tsampa».
Solitamente la tsampa è fatta di orzo, spezie e sale. Gli ingredienti sono amalgamati tra di loro fino ad ottenere un impasto omogeneo, più o meno denso a seconda delle dosi liquide e solide. Viene comunemente consumato nei monasteri buddisti di queste regioni.
La tsampa è un ingrediente comodo da preparare e conservare ed è spesso utilizzato da sherpa, nomadi e altri viaggiatori.

## Ricetta
Avrete bisogno di:
- 250g di orzo perlato biologico oppure di orzo solubile;
- acqua;
- tè (anche aromatizzato);
- burro;
- sale o zucchero a piacere;
- una padella antiaderente di buon spessore;
- una ciotola.

Se si usa dell'orzo perlato, un pezzo di stoffa pulita;
un macinino da caffè o un macinaspezie.
Se si utilizza dell'orzo perlato si deve porre l'orzo perlato in una ciotola. Coprire con acqua fredda (uno o due centimetri sopra l'orzo) e lasciarlo a mollo per una notte ad assorbire quanta più acqua possibile. Al mattino dovrà essersi gonfiato il doppio della dimensione originale, e dovrà essere bianco e opaco. Sgocciolarlo accuratamente e stenderlo su un panno pulito.
Arrotolare la stoffa e strizzare per far uscire quanta più acqua possibile. Srotolare, e ridistribuire l'orzo in mezzo alla stoffa, con le dita.
Nel frattempo, scaldare una padella antiaderente a fiamma media. Quando è ben calda, gettarci una o due manciata di orzo, mescolare con un cucchiaio di legno, per evitare che i grani si attacchino. Inizialmente diventerà traslucido, poi di nuovo opaco, finché non comincerà a tostarsi.
Mescolare in continuazione, fino a quando i chicchi non saranno di un piacevole color nocciola. Dovranno essere abbastanza asciutti e simili alla ghiaia.
Trasferire l'orzo tostato in un grande vassoio e lasciarlo raffreddare. Ripetere il processo fino a che tutto l'orzo sarà tostato. Si può conservare intero e aggiungerlo a stufati dieci minuti prima della fine della cottura oppure macinare con un macinacaffè o macinaspezie, fino ad ottenere la consistenza della farina.
Se si usa dell'orzo solubile tutto il procedimento descritto prima può essere saltato.
Nella sua forma più comune, la tsampa può essere preparata ponendo in una terrina sufficientemente capiente il tè e versando la farina d'orzo tostato. Si impasta usando le dita fino a sciogliere tutto l'orzo nel tè ed ottenere una pasta liscia (prelevando piccole quantità di questa pasta si possono fare dei rotolini o delle palline).
A questo impasto base può essere aggiunto del burro (la ricetta originale prevede il burro di yak ma va bene anche il burro di vacca) per amalgamare ulteriormente la farina d'orzo e il tè e rendere il tutto più nutriente. Se piace, si può aggiungere anche del sale. Si può ottenere anche una preparazione dolce aggiungendo dello zucchero alla farina d'orzo prima di aggiungere il tè. In questo caso ovviamente non va aggiunto il sale.
La tsampa, completa di burro e preparata con una consistenza più liquida, può essere fritta in padella prima di essere mangiata e la si può accompagnare con carne e/o verdure.
Determinare la corretta quantità di tè e di farina d'orzo non è semplice e dipende dai gusti. Versando troppo tè rispetto alla farina si otterrà un impasto molliccio, viceversa con poco tè e troppo orzo la preparazione rimane farinosa, bisogna provare e trovare le giuste proporzioni.